# Nenoat
Nenoat is een bestuurslaag in het regentschap Timor Tengah Selatan van de provincie Oost-Nusa Tenggara, Indonesië. Nenoat telt 2011 inwoners (volkstelling 2010).